# Канталупо Лигуре
Канталу̀по Лѝгуре (на италиански: Cantalupo Ligure; на пиемонтски: Cantalòv, Канталов, на местен диалект: Cantalò, Кантало) е село и община в Северна Италия, провинция Алесандрия, регион Пиемонт. Разположено е на 383 m надморска височина. Населението на общината е 559 души (към 2010 г.).